# حمهرتن (حديبو)

تعديل مصدري - تعديل

حمهرتن إحدى قرى مديرية حديبو التابعة لمحافظة سقطرى، بلغ تعداد سكانها 77 نسمة حسب تعداد اليمن لعام 2004.